# Kaffelavemang
Kaffelavemang är en alternativmedicinsk behandlingsmetod som består av lavemang med kaffe. Metoden är väldokumenterad, men den medicinska vetenskapen anser inte att den har något värde och menar dessutom att den kan vara farlig. Liksom tarmrening bygger metoden på teorin att det kroppsegna avfallet kan vara giftigt för kroppen och orsaka många om inte de flesta sjukdomar, något som vetenskapen avvisar.
Idén att tarmsköljningar är hälsobringande går tillbaka till de gamla egyptierna – lavemang finns omnämnda i Papyrus Ebers från 1500 f.Kr – men att göra det med kaffe är såpass nytt som från 1917. På 1920-talet fann tyska vetenskapsmän i djurförsök att koffeinlösning stimulerade djurens lever till att producera galla och öppnade gallgångarna. Kaffelavemang fanns omnämnd i den medicinska uppslagsboken Merck Manual fram till 1972, då i syfte att mjukgöra tarmens slemhinna, som medium för att leverera läkemedel till tarmen eller för att mjuka upp avföringen.
De kaffelavemang som idag utförs som alternativmedicinsk behandling har ursprung i den tyske läkaren Max Gersons (1881-1959) kostprogram, som han ursprungligen använde mot migrän och tuberkulos men småningom även mot cancer, vilket Gerson-metoden kom att bli mest känd för. Metodens anhängare menar att koffeinet tas upp i tjocktarmen, och avgiftar tumörernas metabola slutprodukter. 
Kaffelavemang anses ha orsakat flera dödsfall.[källa behövs] Åtskilliga biverkningar finns rapporterade, däribland infektioner, störningar i vätskebalansen (vilket orsakat dödsfall), kolit, blodförgiftning och hjärtsvikt. Lavemang med för varmt kaffe har orsakat inre brännskador och perforering av tarmväggen.[källa behövs]